# Suopankijärvi
Suopankijärvi är en sjö i Finland. Den ligger i kommunen Kemijärvi i landskapet Lappland, i den norra delen av landet, 800 km norr om huvudstaden Helsingfors. Suopankijärvi ligger 216,4 meter över havet. Den är 1,9 meter djup. Arean är 2,06 kvadratkilometer och strandlinjen är 6,11 kilometer lång. Sjön  ingår i Kemi älvs huvudavrinningsområde. 